# Norma Jean (Band)
Norma Jean ist eine US-amerikanische Band, die oft der christlichen Metalcore- oder Mathcore-Szene zugerechnet wird. Die Mitglieder der Band stammen aus Douglasville, einem Vorort von Atlanta im Bundesstaat Georgia.

## Bandgeschichte
Die 1997 gegründete Band war ursprünglich „Luti-Kriss“ benannt und veröffentlichte unter diesem Namen im Jahre 2000 die EP 5ep, ein Jahr später folgte das volle Album Throwing Myself. Um unerwünschte Verwechslungen mit dem zwischenzeitlich durch seine expliziten Texte bekannt gewordenen und zufälligerweise ebenfalls aus der Gegend um Atlanta stammenden Rapper Ludacris zu vermeiden, nahmen die Bandmitglieder kurz darauf die Umbenennung in „Norma Jean“ vor.
Nach einer Vielzahl an Konzerten, unter anderem mit Blindside, P.O.D. und Living Sacrifice, veröffentlichte die Band 2002 über das auf christliche Metalbands spezialisierte Musiklabel Solid State Records (unter anderem auch Underoath, Demon Hunter, Becoming the Archetype und Beloved) mit dem live aufgenommenen Bless The Martyr And Kiss The Child ihr erstes „Norma-Jean“-Album, das bis heute knapp 60.000 Mal verkauft wurde. Während man zuvor musikalisch eher Nu-Metal-Gruppen wie Limp Bizkit, (hed) p. e., Methods of Mayhem oder Korn nahestand, zeichnete sich das Album nun durch harte Breakdowns, wie sie im Metalcore üblich sind, und darüber hinaus insbesondere einen brutalen Brüllgesang und monotone Repetitionen aus. Melodien finden sich auf dem Album nur unterschwellig, Musikkritiker stellten häufig Vergleiche zu Vorreitern der Szene wie Coalesce, alte Zao oder auch Converge an.
Textlich finden sich häufig Metaphern, die zur freien Interpretation stehen, aber es werden auch vereinzelt konkrete christliche und biblische Thematiken behandelt. So gibt es im nur 90-sekündigen Song The Shotgun Message eine Passage, welche ziemlich eindeutig Jesus die Worte „Staring at the world through the hole you put in my hand - That was caused by a blade you gently inserted - I did this for you - Stop searching and find Me“ in den Mund legt.

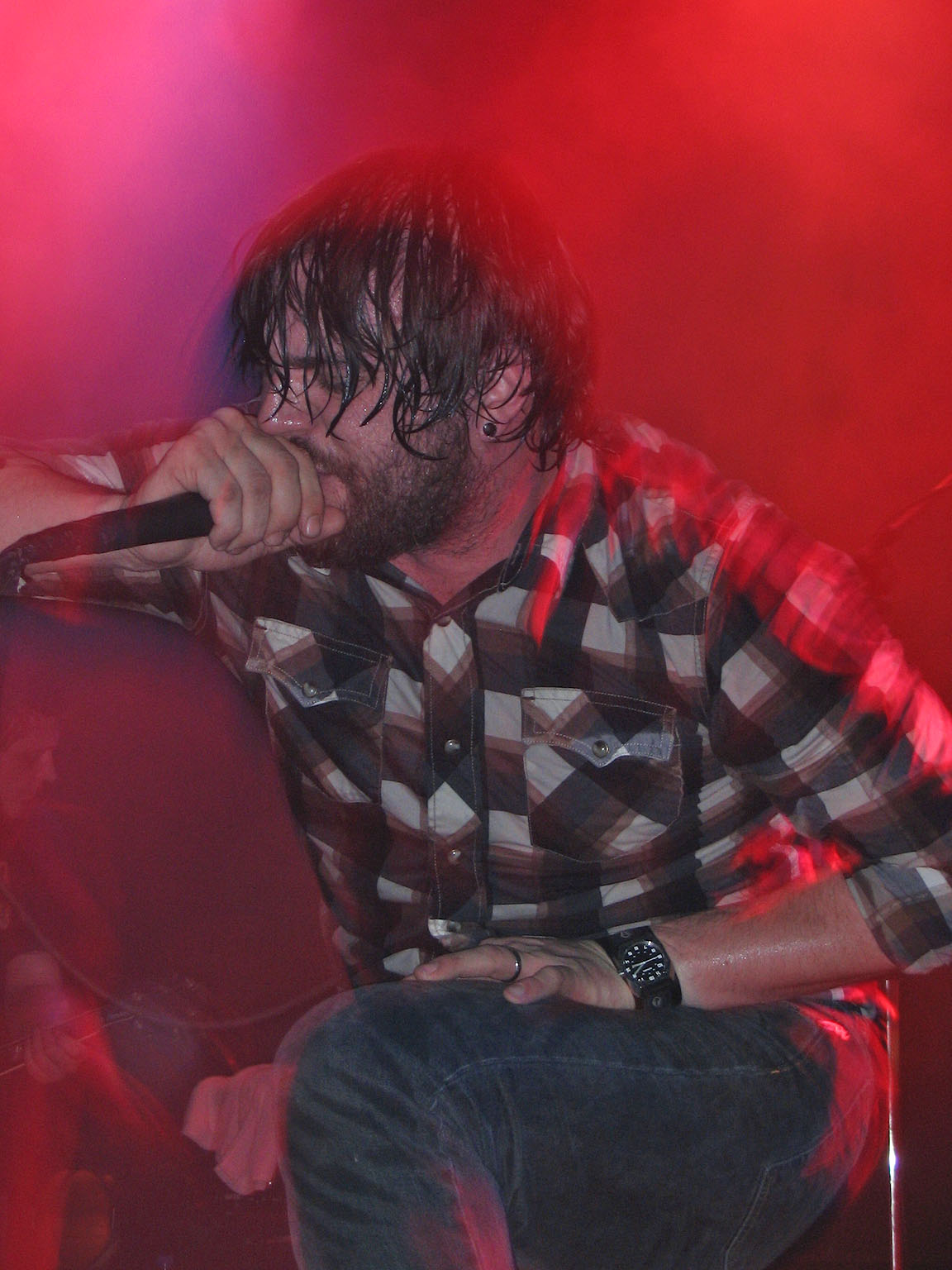
Putman live (2007)

Auf dem Festival „Furnace Fest 2002“, schon kurz nach den Aufnahmen und noch vor der Veröffentlichung von Bless The Martyr And Kiss The Child, verließ Sänger Josh Scogin die Band und gründete wenig später die ebenfalls christliche Metalcore-Band The Chariot. Als Grund für den überraschenden Ausstieg gab der Sänger an, er habe Zeichen „von oben“ erhalten, dass es an der Zeit für etwas Neues wäre. In Cory Brandan Putman (Ex-Eso-Charis und Ex-Living Sacrifice) fanden Norma Jean Ersatz. Für den ebenfalls gegangenen Joshua Doolittle kam Jake Schultz zur Band.
Nach unzähligen Konzerten, welche Norma Jean einen Ruf als sehr gute Live-Band beschert hatten, erschien drei Jahre später das von Matt Bayles (u. a. Isis, Mastodon) produzierte, zweite Album O’ God, The Aftermath. Es zeigt vermehrt Mathcore-Elemente – wie z. B. im Song Murderotica deutlich wird – und erinnert in Phasen deutlich an Botch, eine der Lieblingsbands aller Norma-Jean-Mitglieder. Damit folgte die Band nicht dem zwischenzeitlich aufgekommenen Metalcore-Hype, sondern näherte sich mit dissonanten Anleihen und teils komplizierten polyrhythmischen Abfolgen („Dilemmachine“) Gruppen wie The Dillinger Escape Plan oder Will Haven an, die noch weiter abseits des Mainstreams agieren und kaum ein Massenpublikum zu erreichen vermögen. Überraschenderweise finden sich auf dem Album neben dem aggressiven, 10-minütigen „Disconnecktie“ aber auch erstmals melodische, cleane Gesangsstimmen (siehe erste Singleauskopplung Bayonetwork).

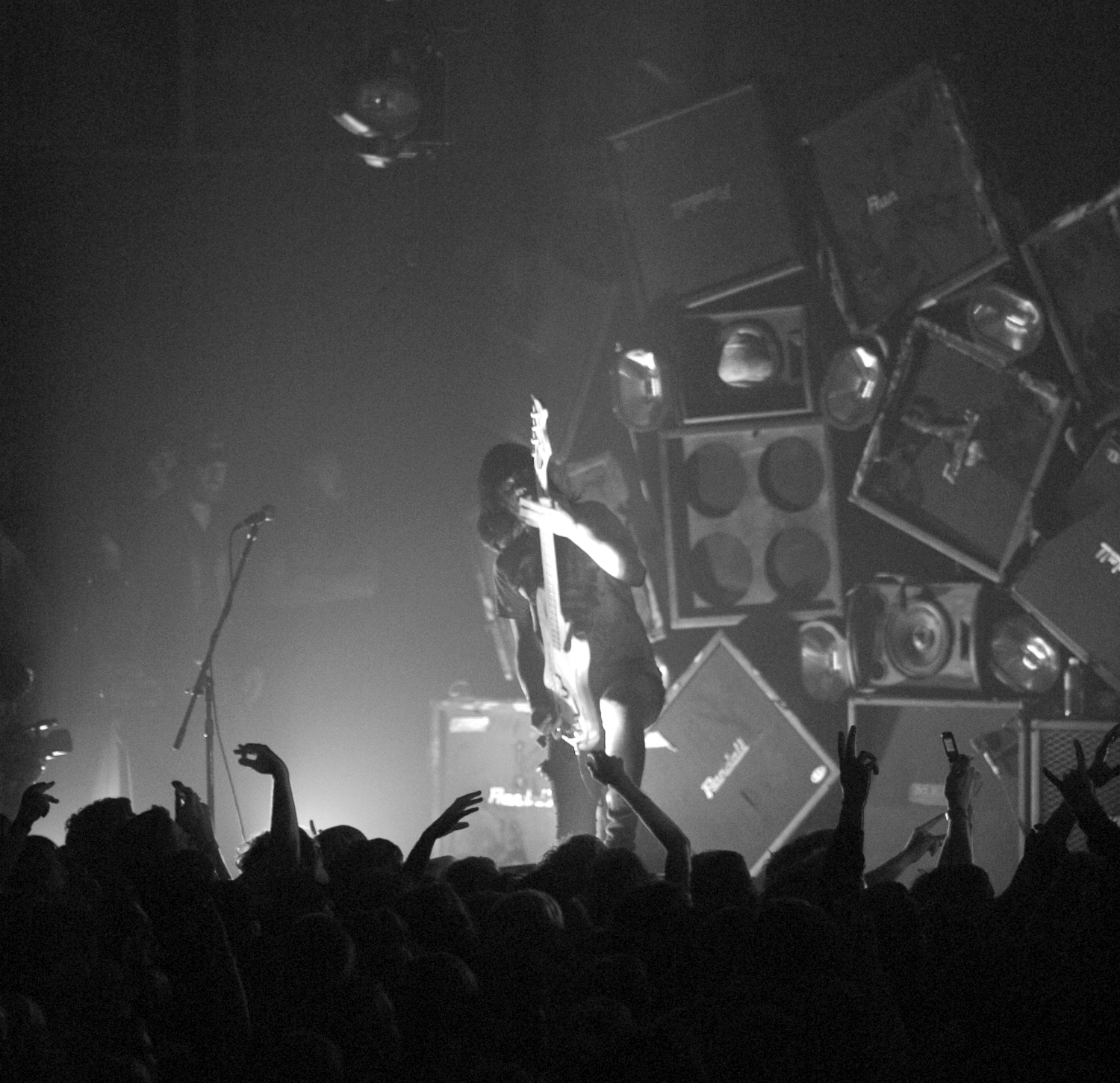
Schultz vor der Lautsprecherwand aus der Tour zum Album Redeemer (2006)

Die stetig steigende Popularität der Band ließ sich besonders gut in den folgenden weltweiten Konzertreisen erkennen, so tourten Norma Jean bis heute mit fast allen großen US-Bands aus dem erweiterten Hardcore-Bereich wie zum Beispiel Converge, As I Lay Dying, Eighteen Visions, Atreyu, Every Time I Die, Unearth oder Bleeding Through.
Im März 2006 erschien ein Re-Release von O’ God, The Aftermath mit einem erweiterten und überarbeiteten Artwork, einer zusätzlichen DVD und zwei Bonustracks, darunter „ShaunLuu“, das schon auf dem Masters-Of-Horror-Soundtrack vertreten war.
Von Juni bis August 2006 reiste die Gruppe als einer der Headliner des Ozzfest – eines der größten Metal-Festivals weltweit – quer durch die USA und spielte dabei auch mit Bands aus anderen musikalischen Spektren wie Ozzy Osbourne, System of a Down, Disturbed, Strapping Young Lad oder Black Label Society vor einem extrem großen Publikum.
Am 12. September 2006 wurde mit Redeemer das dritte volle Album unter dem Namen Norma Jean veröffentlicht. Es erreichte Platz 38 in den US-amerikanischen Billboard Charts und stellt damit das bislang kommerziell erfolgreichste Werk der Band dar. Als Produzent der in den Radiostar Studios aufgenommenen elf neuen, teils ungewohnt melodischen Songs zeichnet Ross Robinson (At the Drive-In, Glassjaw, Deftones) verantwortlich, die ersten beiden Singles waren Blueprints For Future Homes und Songs Sound Much Sadder.
Nach einer ausgedehnten Tour quer durch die Vereinigten Staaten schloss sich erstmals eine Headliner-Tour quer durch Europa, Japan und Australien an.
Ende September 2007 verlautbarte Gründungsmitglied und Schlagzeuger Davison, dass er die Band im November des gleichen Jahres verlassen wird. Sein persönliches Verständnis von der Band als christliche Missionierungstätigkeit sei nicht mehr mit dem aktuellen Stand der Bandbemühungen in Einklang zu bringen. Ersetzt wurde Davison durch den zuvor bei Spitfire tätigen Chris Raines, einem langjährigen Freund der Band.

## Trivia
- Es existieren eine ganze Reihe Beispiele dafür, dass die Bandmitglieder einen außergewöhnlichen Sinn für Humor teilen. Am bekanntesten ist wohl die gemeinsam gefällte Entscheidung, sich allesamt ein „BBQ“ mitsamt Pfeil in Richtung Rachen auf die Innenseite der Unterlippen tätowieren zu lassen, um ihrer Begeisterung für Barbecue Ausdruck zu verleihen. Dies griff die Plattenfirma der Band auf und veranstaltete ein Gewinnspiel, in dem Teilnehmer eine Jahresration einer eigens kreierten Norma-Jean-Barbecuesauce gewinnen konnten.
- Wie auch die einzelnen Songtitel von O’ God, The Aftermath jeweils einen längeren Untertitel haben, ist die offizielle Langversion der Veröffentlichung O’ God, The Aftermath: The Marvelous End of the Exhausted Contender.

## Auszeichnungen
Im Jahre 2006 waren Norma Jean mit O’ God, The Aftermath für einen Grammy in der Kategorie „Best Recording Package“ nominiert. Verantwortlicher und ausführender Artdirector war Ryan Clark.

## Diskografie
- 1999: Luti-Kriss/Travail Split-CD (als Luti-Kriss, Pluto Records)
- 2000: 5ep (als Luti-Kriss, Pluto Records)
- 2001: Throwing Myself (als Luti-Kriss, Solid State Records)
- 2002: Bless the Martyr and Kiss the Child (Solid State Records)
- 2002: Norma Jean/mewithoutYou (EP, Solid State Records/Tooth & Nail Records)
- 2005: ShaunLuu auf Masters of Horror OST (Compilation)
- 2005: O’ God, the Aftermath (Solid State Records)
- 2006: O’ God, the Aftermath - Deluxe Edition (mit Bonussong und DVD, Solid State Records)
- 2006: Redeemer (Solid State Records/Century Media)
- 2008: The Anti Mother (Solid State Records)
- 2008: The Almighty Norma Jean Vinyl Boxset (Compilation)
- 2010: Birds and Microscopes and Bottles of Elixirs and Raw Steak and a Bunch of Songs (Compilation)
- 2010: Meridional (Razor & Tie Records)
- 2013: Wrongdoers (Razor & Tie Records)
- 2016: Polar Similar (Solid State Records)
- 2019: All Hail (Solid State Records)
- 2022: Deathrattle Sing for Me (Solid State Records)